# Funció inversa

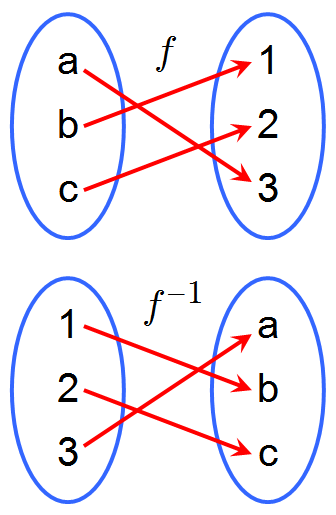
Una funció ƒ i la seva inversa ƒ^{–1}. Com que ƒ fa correspondre a 3 l'element "a", la inversa ƒ^{–1} fa correspondre l'element a a 3.

En matemàtiques, si ƒ és una funció de A a B llavors la funció inversa de ƒ, anomenada com a ƒ−1, és una funció en la direcció contrària, de B a A, amb la propietat de què la seva (composició) amb la funció original retorna cada element a si mateix. No totes les funcions tenen inversa; de les que en tenen se'n diu invertibles.
Per exemple, sia ƒ la funció que transforma la temperatura en graus Celsius a graus Fahrenheit:
{\displaystyle f(C)={\tfrac {9}{5}}C+32;\,\!}
Llavors la seva inversa transforma els graus Fahrenheit a graus Celsius:
{\displaystyle f^{-1}(F)={\tfrac {5}{9}}(F-32).\,\!}
O, suposant que ƒ és la funció que assigna a cada nen d'una família de tres, l'any del seu naixement. La funció inversa hauria de dir quin dels nens ha nascut un any donat. Ara bé, si la família té bessons (o trigèmins) llavors no se'n pot distingir un de sol a partir d'un any si resulta que en aquell any en nasqueren més d'un. Tanmateix, si es dona un any en què no va néixer cap nen tampoc es pot assignar cap nen a aquell any. Ara bé si cada nen va néixer en un any diferent i es restringeix el conjunt dels anys a només els anys en què algun nen va néixer, llavors es té una funció invertible. Per exemple,
{\displaystyle {\begin{aligned}f({\text{Albert}})&=1990,\quad &f({\text{Enric}})&=1996,\quad &f({\text{Marina}})&=1997\\f^{-1}(1990)&={\text{Albert}},\quad &f^{-1}(1996)&={\text{Enric}},\quad &f^{-1}(1997)&={\text{Marina}}\end{aligned}}}

## Definició i notació

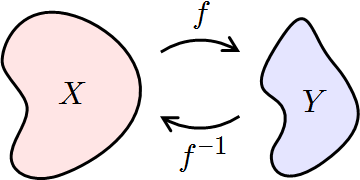
Si ƒ fa correspondre Y a X, llavors ƒ^{–1} fa correspondre altre cop X a Y.

Sia ƒ una funció, el domini de la qual és el conjunt X, i el recorregut de la qual és el conjunt Y. Llavors la inversa de ƒ és la funció ƒ–1 amb domini Y i recorregut X, definida per la següent regla:
{\displaystyle {\text{Si }}y=f(x){\text{, llavors }}f^{-1}(y)=x{\text{.}}\,}
Perquè aquesta regla defineixi una funció, cal que a cada element y ∈ Y li correspongui exactament un element x ∈ X. Si una funció ƒ compleix aquesta propietat, es diu que és una funció injectiva.

### Exemples
1. Sia ƒ la següent funció amb domini {1, 2, 3, 4}:
{\displaystyle f(1)=8,\quad f(2)=10,\quad f(3)=9,\quad f(4)=7.\,\!}
Llavors la funció inversa de ƒ té de domini {7, 8, 9, 10}:
{\displaystyle f^{-1}(7)=4,\quad f^{-1}(8)=1,\quad f^{-1}(9)=3,\quad f^{-1}(10)=2.\,\!}
2. La inversa de la funció = ƒ(x) = x + 8 és la funció ƒ–1(y) = y – 8.
3. La funció ƒ(x) = x² no és invertible, perquè no és injectiva. Per exemple, ƒ(3) i ƒ(–3) són tots dos iguals a 9, així el valor de ƒ–1(9) no queda unívocament determinat.

### Inverses i codominis
En matemàtiques, la notació
{\displaystyle f:X\rightarrow Y}
significa que "ƒ és una funció que fa correspondre elements del conjunt Y a elements del conjunt X". Normalment al conjunt X se li diu domini de ƒ, i al conjunt y Y se n'hi diu el codomini. El codomini conté el recorregut de ƒ com un subconjunt, i és considerat part de la definició de ƒ.
Quan es fan servir codominis, a la inversa d'una funció ƒ: X → Y se li imposa de tenir de domini Y i de codomini X. Perquè la inversa estigui definida en tot Y, cada element de Y ha de pertànyer al recorregut de la funció ƒ. De les funcions que tenen aquesta propietat es diu que són suprajectives. Així doncs una funció amb un codomini és invertible si i només si és injectiva i suprajectiva al mateix temps. D'aquestes funcions se'n diu bijectives, i tenen la propietat de què a tot element y ∈ Y li correspon exactament un (un i només un) element x ∈ X.

### Inverses i la composició
Si ƒ és una funció invertible amb domini X i recorregut Y, llavors
{\displaystyle {\begin{array}{l}{\text{1. }}f^{-1}\left(\,f(x)\,\right)=x{\text{, per a cada }}x\in X{\text{, i}}\\[6pt]{\text{2. }}f\left(\,f^{-1}(y)\,\right)=y{\text{, per a cada }}y\in Y{\text{.}}\end{array}}}
Aquestes dues afirmacions són equivalents a la definició de la inversa. Fent servir la composició de funcions es poden reescriure de la següent manera:
{\displaystyle {\begin{array}{l}{\text{1. }}f^{-1}\circ f={\text{id}}_{X}{\text{, i}}\\[6pt]{\text{2. }}f\circ f^{-1}={\text{id}}_{Y}{\text{,}}\end{array}}}
on idX i idY són les funcions identitat dels conjunts X i Y.
Si es pensa en la composició com en una mena de multiplicació de funcions, aquestes identitats diuen que la inversa d'una funció és anàloga a la inversa de la multiplicació. Això explica l'origen de la notació ƒ–1.

### Nota sobre la notació
La notació de les inverses, de vegades pot provocar confusió, especialment quan es tracta amb funcions trigonomètriques.
A l'expressió ƒ-1(x), el "−1" no és un exponent. Una notació similar es fa servir a dinàmica de sistemes per a les funcions iteratives. Per exemple, ƒ² denota dues iteracions de la funció ƒ; si ƒ: x → x + 1, llavors ƒ²(x) = (x + 1) + 1, o x + 2.
En càlcul, ƒ(n) denota la derivada enèsima d'una funció ƒ.
En trigonometria, per motius històrics, sin²(x) normalment significa el quadrat del sinus(x). Per exemple, les expressions
{\displaystyle \sin ^{2}x\quad {\text{i}}\quad (\sin x)^{2}}
Representen la mateixa cosa, la primera és una abreviació convencional de la segona. Ara bé, les expressions
{\displaystyle \sin ^{-1}x\quad {\text{i}}\quad (\sin x)^{-1}}
són diferents. La primera indica la inversa de la funció sinus (de fet una inversa parcial, vegeu més avall). Per a evitar la confusió les inverses de les funcions trigonomètriques normalment s'indiquen amb el prefix "arc". Per exemple de la inversa del sinus se'n diu l'arcsinus:
{\displaystyle \sin ^{-1}x={\text{arcsin}}\,x={\text{asin}}\,x{\text{.}}}
La funció (sin x)–1 és la inversa respecte de la multiplicació del sinus, i se'n diu la cosecant. Normalment s'escriu csc x:
{\displaystyle (\sin x)^{-1}={\frac {1}{\sin x}}=\csc x{\text{.}}}

## Propietats

### Simetria
Hi ha simetria entre una funció i la seva inversa. Específicament, si la inversa de ƒ és ƒ–1, llavors la inversa de ƒ–1 és la funció ƒ original. Això es pot expressar mitjançant la fórmula següent:
{\displaystyle \left(f^{-1}\right)^{-1}=f{\text{.}}}

### Inversa d'una composició

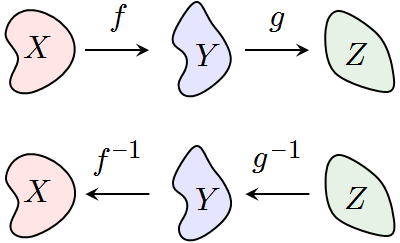
La inversa de g ƒ és ƒ^{–1} g^{–1}.

La inversa d'una composició de funcions bé donada per la fórmula
{\displaystyle (f\circ g)^{-1}=g^{-1}\circ f^{-1}}
Fixeu-vos que l'ordre de ƒ i g ha estat invertit—per a desfer l'aplicació de g seguida per l'aplicació de ƒ, cal que primer desfem l'aplicació de ƒ i després desfem l'aplicació de g.
Per exemple, sia ƒ(x) = x + 5, i sia g(x) = 3x. Llavors la composició ƒ o g és la funció que primer multiplica per tres i llavors suma cinc:
{\displaystyle (f\circ g)(x)=3x+5}
Per a invertir aquest procés, primer cal restar cinc, i llavors dividir entre tres:
{\displaystyle (f\circ g)^{-1}(y)={\frac {y-5}{3}}}
Aquesta és la composició 
(g–1 o ƒ–1) (y).

### Auto inverses
Si X és un conjunt, llavors la funció identitat de X és la seva pròpia inversa:
{\displaystyle {\text{id}}_{X}^{-1}={\text{id}}_{X}}
De forma més general, una funció ƒ: X → X és igual a la seva pròpia inversa si i només si la composició ƒ o ƒ és igual a idx. D'aquesta funció se'n diu involució.

## Inverses a càlcul
El càlcul de funcions d'una sola variable se centra principalment en funcions que relacionen els nombres reals amb els nombres reals. Aquestes funcions sovint són definides emprant fórmules, tal com:
{\displaystyle f(x)=(2x+8)^{3}{\text{.}}\,}
Una funció f del conjunt dels reals en el conjunt dels reals té inversa si és bijectiva, és a dir si la seva gràfica passa el test de la línia horitzontal.
La taula següent presenta diverses funcions clàssiques i les seves corresponents inverses:
| Funció ƒ(x)               | Inversa ƒ–1(y)                              | Notes                                                            |
| ------------------------- | ------------------------------------------- | ---------------------------------------------------------------- |
| x + a                     | y – a                                       |                                                                  |
| a – x                     | a – y                                       |                                                                  |
| mx                        | y / m                                       | m ≠ 0                                                            |
| 1 / x                     | 1 / y                                       | x, y ≠ 0                                                         |
| x²                        | {\displaystyle {\sqrt {y}}}                 | només per a x, y ≥ 0, en general {\displaystyle \pm {\sqrt {y}}} |
| x3                        | {\displaystyle {\sqrt[{3}]{y}}}             | cap restricció en x ni en y                                      |
| xp                        | x1/p (i.e. {\displaystyle {\sqrt[{p}]{x}}}) | x, y ≥ 0, p ≠ 0                                                  |
| x!                        | y?                                          | y ≥ 1                                                            |
| ex                        | ln y                                        | y ≥ 0                                                            |
| ax                        | loga y                                      | y ≥ 0 i a > 0                                                    |
| funcions trigonomètriques | inverses de les funcions trigonomètriques   | diverses restriccions (vegeu la taula de més avall)              |

### Fórmula de la inversa
Una fórmula per a ƒ–1 es pot trobar a base de resoldre l'equació y = ƒ(x) aïllant la variable x. Per exemple, si ƒ és la funció
{\displaystyle f(x)=(2x+8)^{3}\,\!}
Llavors cal resoldre l'equació y = (2x + 8)3 aïllant x:
{\displaystyle {\begin{aligned}y&=(2x+8)^{3}\\{\sqrt[{3}]{y}}&=2x+8\\{\sqrt[{3}]{y}}-8&=2x\\{\dfrac {{\sqrt[{3}]{y}}-8}{2}}&=x.\end{aligned}}}
Així, la funció inversa ƒ–1 ve donada per la fórmula
{\displaystyle f^{-1}(y)={\dfrac {{\sqrt[{3}]{y}}-8}{2}}.\,\!}
De vegades la funció inversa no pot ser expressada per una fórmula. Per exemple, si ƒ és la funció
{\displaystyle f(x)=x+\sin x,\,\!}
Llavors ƒ és bijectiva i, per tant, té una funció inversa ƒ–1. No hi ha una fórmula senzilla per a aquesta inversa, donat que l'equació y = x + sin x no pot ser resolta algebraicament aïllant x.

### Gràfica de la funció inversa

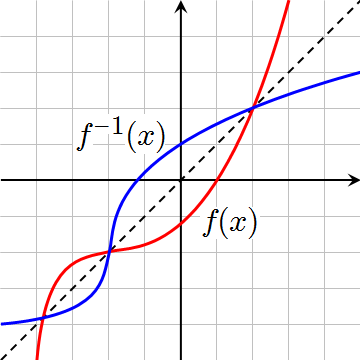
Representacions gràfiques de y = ƒ(x)} i de y = ƒ^{–1}(x). La línia de punts és y = x.

Si ƒ i ƒ–1 són inverses, llavors la gràfica de la funció
{\displaystyle y=f^{-1}(x)\,}
És la mateixa que la gràfica de l'equació
{\displaystyle x=f(y){\text{.}}\,}
Aquesta equació és idèntica a l'equació y = ƒ(x) que defineix la gràfica de ƒ, excepte pel fet que els papers de x i de y han estat intercanviats. Així doncs la gràfica de ƒ–1 es pot obtenir a partir de la gràfica de ƒ a base d'intercanviar les posicions dels eixos x e y. Això és equivalent a la reflexió de la gràfica per la línia
y = x.

### Inverses i derivades
Una funció contínua ƒ és bijectiva (i per tant invertible) si i només si al mateix temps és una funció monòtona (creixent o decreixent) i no té màxims o mínims locals. Per exemple, la funció
{\displaystyle f(x)=x^{3}+x\,}
és invertible perquè la seva derivada ƒ′(x) = 3x² + 1 és sempre positiva.
Si la funció ƒ és derivable, llavors la inversa ƒ–1 serà derivable sempre que ƒ′(x) ≠ 0. La derivada de la inversa ve donada per:
{\displaystyle {\frac {d}{dy}}\left[f^{-1}(y)\right]={\frac {1}{f'\left(f^{-1}(y)\right)}}{\text{.}}}
Si s'estableix que x = ƒ–1(y), llavors la fórmula de dalt es pot escriure com a
{\displaystyle {\frac {dx}{dy}}={\frac {1}{dy/dx}}{\text{.}}}
Aquest resultat surt a partir de la regla de la cadena (vegeu l'article sobre derivada de la funció inversa).

## Generalitzacions

### Inverses parcials

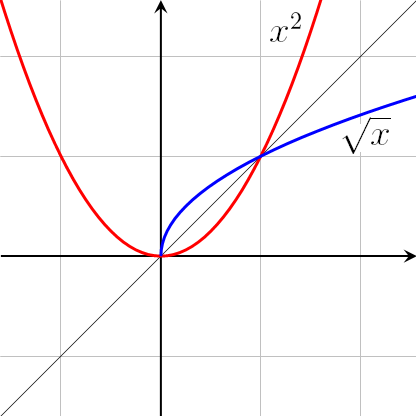
L'arrel quadrada de x és una inversa parcial de ƒ(x) = x².

Fins i tot si una funció no és bijectiva, pot ser que sigui possible de definir una inversa parcial de ƒ a base de restringir el domini. Per exemple, la funció
{\displaystyle f(x)=x^{2}\,}
No és bijectiva, donat que x² = (–x)². Ara bé, la funció esdevé bijectiva si es restringeix al domini x ≥ 0, en aquest cas
{\displaystyle f^{-1}(y)={\sqrt {y}}{\text{.}}}
(si en comptes d'això es restringeix el domini a x ≤ 0, llavors la inversa és l'arrel quadrada negativa de x.) De forma alternativa, no hi ha necessitat de restringir el domini si s'accepta que la inversa sigui una funció multivaluada:
{\displaystyle f^{-1}(y)=\pm {\sqrt {y}}{\text{.}}}

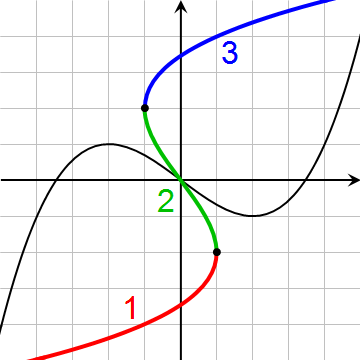
La inversa d'aquesta funció cúbica té tres branques.

De vegades d'aquesta inversa multivaluada se'n diu inversa completa de ƒ, i dels bocins (tals com {\displaystyle {\sqrt {x}}} i {\displaystyle -{\sqrt {x}}}) se'n diu branques. De la branca més important d'una funció multivaluada (per exemple l'arrel quadrada positiva) se'n diu la branca principal, i del seu valor al punt y se'n diu el valor principal de ƒ–1(y).
Per a les funcions contínues sobre la línia real cal una branca entre cada parell d'extrems locals. Per exemple, la inversa d'una funció cúbica amb un màxim i un mínim locals té tres branques (vegeu la figura de la dreta).

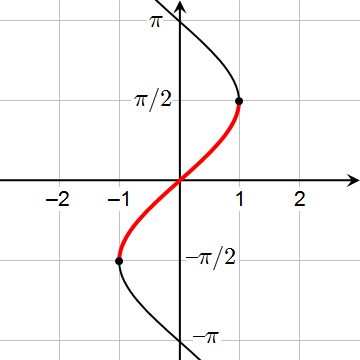
L'arcsinus és una inversa parcial de la funció sinus.

Aquestes consideracions són particularment importants a l'hora de definir les inverses de les funcions trigonomètriques. Per exemple, la funció sinus no és bijectiva, donat que
{\displaystyle \sin(x+2\pi )=\sin(x)\,}
Per a cada nombre real x (i de forma més general sin(x + 2{\displaystyle \pi n}) = sin(x) per a cada enter {\displaystyle n}). Ara bé el sinus és bijectiva a l'interval [–{\displaystyle \pi }/2, {\displaystyle \pi }/2], i de la corresponent inversa parcial se'n diu l'arcsinus. Aquesta es considera la branca principal de la inversa del sinus, així doncs el valor principal de la inversa del sinus està sempre entre –{\displaystyle \pi }/2 and {\displaystyle \pi }/2. La taula següent descriu la branca principal de cada una de les inverses de les funcions trigonomètriques:
| function | Recorregut del valor principal                              |
| -------- | ----------------------------------------------------------- |
| sin–1    | –{\displaystyle \pi /2} ≤ sin–1(x) ≤ {\displaystyle \pi /2} |
| cos–1    | 0 ≤ cos–1(x) ≤ {\displaystyle \pi }                         |
| tan–1    | –{\displaystyle \pi /2} < tan–1(x) < {\displaystyle \pi /2} |
| cot–1    | 0 < cot–1(x) < {\displaystyle \pi }                         |
| sec–1    | 0 < sec–1(x) < {\displaystyle \pi }                         |
| csc–1    | −{\displaystyle \pi /2} ≤ csc–1(x) < {\displaystyle \pi /2} |

### Inverses per l'esquerra i per la dreta
Si ƒ: X → Y, una inversa per l'esquerra de ƒ (o retracció de ƒ) és una funció g: Y → X tal que
{\displaystyle g\circ f={\text{id}}_{X}{\text{.}}\,}
És a dir, la funció g satisfà la regla
{\displaystyle {\text{si }}f(x)=y{\text{, llavors }}g(y)=x{\text{.}}\,}
Així doncs, g ha de coincidir amb la inversa de ƒ per al rang de ƒ, però pot prendre qualsevol valor per a elements de Y que no pertanyin al rang. Una funció ƒ té inversa per l'esquerra si i només si és injectiva.
Una inversa per la dreta de ƒ (o secció de ƒ) és una funció h: Y → X tal que
{\displaystyle f\circ h={\text{id}}_{Y}{\text{.}}\,}
És a dir, la funció h satisfà la regla
{\displaystyle {\text{If }}h(y)=x{\text{, then }}f(x)=y{\text{.}}\,}
Per tant, h(y) pot ser qualsevol dels elements de x als quals els correspon y en aplicar ƒ. Una funció ƒ té inversa per la dreta si i només si és suprajectiva (tingueu en compte que per a construir una d'aquestes inverses en el cas general requereix l'axioma d'elecció).

### Antiimatges
Si ƒ: X → Y és una funció (no necessàriament invertible), l'antiimatge (o imatge inversa) d'un element y ∈ Y és el conjunt de tots els elements de X que tenen imatge a y:
{\displaystyle f^{-1}(y)=\left\{x\in X:f(x)=y\right\}{\text{.}}\,}
L'antiimatge de y es pot entendre com a la imatge de y sota la inversa completa (multivaluada) de la funció f.
De manera similar, si S és qualsevol subconjunt de Y, l'antiimatge de S és el conjunt de tots els elements de X que tenen imatge a S:
{\displaystyle f^{-1}(S)=\left\{x\in X:f(x)\in S\right\}{\text{.}}\,}
A la antiimatge d'un element concret y ∈ Y de vegades se'n diu la fibra de y. Quan Y és el conjunt dels nombres reals, és comú de referir-se a ƒ–1(y) com un conjunt de nivell o corba de nivell.